# 杉本琢弥
杉本 琢弥（すぎもと たくや、1994年7月8日-)は、日本のシンガーソングライター。熊本県出身。レーベルはワーナーミュージック・ジャパン。VANCIA ENTERTAINMENT所属。BLACK IRISの元ボーカル。（現在は卒業し、ソロ活動中）

## 略歴
2018年、BLACK IRISのボーカルとしてデビュー。2022年11月、BLACK IRIS、ワーナーミュージック・ジャパンよりメジャー・デビュー。
2023年3月にワーナーミュージック・ジャパンよりシンガーソングライターとしてデビュー。
2023年10月、テレビアニメ「デュエル・マスターズ WIN」のオープニングテーマを担当。
2024年、ドラマイズム『#居酒屋新幹線2』のエンディングテーマを担当。
同年7月、熊本城ホールで初のソロライブを敢行。同月熊本のプロバスケットボールチームである熊本ヴォルターズの認知度向上を目的としたVOLTERS SOUL MATESの第1号に起用された。
2025年1月からzeppツアーが開催される。（福岡1/13・愛知1/19・北海道2/2・東京2/16・大阪3/8)
2025年3月31日付でBLACK lRISの卒業を発表。ソロ活動へと完全移行となる。
2025年には「劇場用長編映画　熊本の彼氏」が杉本琢弥主演で全国公開される。

## 出演

### 舞台
- 舞台『ひと』（2024年12月3日 - 8日、三越劇場 / 12月14日・15日、近鉄アート館） - 主演・柏木聖輔 役[7]
- 朗読劇『星の王子さま』（2025年1月17日 - 26日、博品館劇場） - ぼく（飛行士） 役[8]
- 朗読劇「また、桜の国で」（2025年8月27日 - 31日、IMM THEATER） - イエジ・ストシャウコフスキ 役[9]

### 映画
- 熊本の彼氏（2025年10月24日公開予定） - 主演・一二三湊 役[10]

## ディスコグラフィ

### シングル
- おにぎり（こんぶ[11]、めんたいこ[12]、ツナマヨ[13]） - 2023年3月8日
- Believe it leap / Illusion（B盤[14]、I盤[15]、Anime盤[16]） - 2023年12月20日
- 37.2度（Type-A[17]、Type-B[18]、Type-C[19]） - 2024年6月19日